# Laurent Strouk
Laurent Strouk, né le 3 novembre 1965, est un galeriste parisien présent depuis 1986 sur le marché international du Pop Art, du Nouveau Réalisme, de la Figuration Narrative, de la Figuration libre et de la Nouvelle Génération Pop. Il est également éditeur d'ouvrages d'art et de monographies d'artistes.

## Biographie
Autodidacte, Laurent Strouk ouvre sa première galerie à Paris, près de Beaubourg en 1986. En 1997, il s'installe rue Guénégaud, dans le quartier de Saint-Germain-des-Prés. Parallèlement, il crée la Pop Galerie à Cannes.
En 2004, il s'établit rue Jacques-Callot au cœur de Paris, toujours à Saint-Germain des Prés et propose à la vente les œuvres d'artistes internationalement reconnus. La galerie présente tant des artistes majeurs du Pop Art et du Street Art américain (Andy Warhol, Robert Indiana, Tom Wesselmann, Keith Haring, Jean Michel Basquiat...) que des artistes européens établis (Robert Combas, Jef Aérosol, Valério Adami, Erro, Antonio Seguí, César, Jean-Pierre Raynaud) et en devenir (FC Sofia, Philippe Pasqua, Brusk).
Depuis de nombreuses années, Laurent Strouk représente, en exclusivité, le père du mouvement de la Figuration Libre, l'artiste français Robert Combas. 
Laurent Strouk participe également à de nombreux événement culturels, salons internationaux et foires d'art contemporain (Moscou, Abu Dhabi, Shanghai et Paris).
La Galerie Laurent Strouk s'installe en mars 2012 dans un hôtel particulier avenue Matignon à Paris.
L'été 2016, Laurent Strouk organise une rétrospective consacrée au peintre français Robert Combas à Monaco. Il rassemble une centaine d'œuvres des années 1980 et 1990 dans un espace de 4 000 m2 au Grimaldi Forum.
Depuis 2021, afin d’offrir une plus grande visibilité à ses artistes, il propose des œuvres majeures de l’art contemporain dans son loft de 500 mètres carrés et des expositions grandioses dans un vaste espace de 600 mètres carrés au 5 rue du Mail, au cœur de Paris, et à quelques rues du nouveau musée d'art contemporain de la Bourse de commerce - Pinault collection.

### Ouvrages (catalogues) publiés lors d'expositions à la galerie
- 2022
  - Vincent BEAURIN, Incarnat, édition galerie Laurent Strouk
  - ERRÓ, 2018-2021, édition galerie Laurent Strouk
- 2021
  - Valentin VAN DER MEULEN, Mirage, édition galerie Laurent Strouk
  - Robert COMBAS, Labyrinthe de têtes, édition galerie Laurent Strouk
  - Jean-Pierre RAYNAUD, Tir, édition galerie Laurent Strouk
- 2020
  - Robert COMBAS, Plein la tête, édition galerie Laurent Strouk
  - Anthony DONALDSON, édition galerie Laurent Strouk
- 2019
  - Antonio SEGUÌ, édition galerie Laurent Strouk
  - BRUSK, In nomine artis, édition galerie Laurent Strouk
  - Alain JACQUET, édition galerie Laurent Strouk
- 2018
  - Robert COMBAS, Le théâtre de la mer, édition galerie Laurent Strouk
  - VARIA, édition galerie Laurent Strouk
- 2017
  - BRUSK, In memoriam, édition galerie Laurent Strouk
  - Gérard SCHLOSSER, édition galerie Laurent Strouk
  - Pat ANDREA, édition galerie Laurent Strouk
- 2016
  - Paperworks, édition galerie Laurent Strouk
  - Robert COMBAS, les années 80 & 90, éditions galerie Laurent Strouk et Liénart
  - Jef AEROSOL, Living Stones, édition galerie Laurent Strouk
  - Masters Urban & Street Art, édition galerie Laurent Strouk
  - Philippe HIQUILY, édition galerie Laurent Strouk
- 2015
  - Robert COMBAS, Un été à Sète et dans ma tête, coffret de 2 livres, édition galerie Laurent Strouk
  - Antonio SEGUÌ, édition galerie Laurent Strouk
  - Michael SCOTT, édition galerie Laurent Strouk
- 2014
  - Keith HARING, édition galerie Laurent Strouk
  - BEN, Life is a game, édition galerie Laurent Strouk
  - Richard AUJARD, Bandes à part, édition galerie Laurent Strouk
- 2013
  - Peter KLASEN, Lost Landscapes, édition galerie Laurent Strouk
  - Robert COMBAS, Pour la couleur c'est au 1er étage, édition galerie Laurent Strouk
  - PAVLOS, Les Super, édition galerie Laurent Strouk
  - Jean Pierre RAYNAUD, On n'a pas intérêt à échapper à ce que l'on est
  - Gérard SCHLOSSER, édition galerie Laurent Strouk

- 2012 :
  - Valerio ADAMI, "les années 60", édition galerie Laurent Strouk  (ISBN 9782953540505)
  - Galerie Laurent Strouk, livre d'inauguration
- 2011 :
  - Picasso forever, édition galerie Laurent Strouk  (ISBN 9782953540505)
  - Jean-Pierre RAYNAUD, édition galerie Laurent Strouk  (ISBN 9782953540505)
- 2010 :
  - Eric Liot « Skateboard » : avec un texte de Jean Corbu, édition galerie Laurent Strouk, novembre 2010, 104 p. (ISBN 978-2-9535405-0-5)
  - Philippe Pasqua « Palimpsestes » : avec des textes de David Rosenberg, Henri-Francois Debailleux et Dimitri Ozercov, Edition Skira, 14 septembre 2010, 160 p. (ISBN 978-88-572-0466-6)
  - HEART : avec un texte de Jean Corbu, édition galerie Laurent Strouk, mai 2010 (ISBN 978-2-9535405-0-5)
- 2009 :
  - « BlingBang » FC SOFIA, FC SOFIA : avec un texte de Jean Corbu, édition galerie Laurent Strouk, octobre 2009 (ISBN 978-2-9535405-0-5)
  - Peter Klasen, People in the city : avec un texte de Bernard Vasseur, Edition Art Inprogress, mai 2009 (ISBN 978-2-35108-065-8)
  - Peter Klasen, Peter Klasen œuvres 1959-2009 : avec un texte de Pascale Le Thorel, Arles, éditions Actes Sud, novembre 2009, 373 p. (ISBN 978-2-7427-8735-7)
  - Eric Liot : avec un texte de Christian-Louis Eclimont  (trad. de l'anglais), Paris, Edition Art Inprogress, 15 avril 2009, 124 p. (ISBN 978-2-35108-063-4)
  - Bernard Rancillac « Orchidée » : avec un texte de Renaud Faroux, Edition Art Digital Studio, février 2009
- 2008 :
  - Gérard Schlosser : avec un texte de Bernard Noël, Paris, édition Le Cercle d’Art contemporain, octobre 2008, 240 p. (ISBN 978-2-7022-0867-0)
  - Ivan Messac « My Generation » : avec un texte de Jean-Marie Poiré, édition galerie Laurent Strouk, mai 2008

### Autres ouvrages
- Keith Haring : avec un texte de Gianni Mercurio, Milan, Edition Skira, mars 2008, 366 p. (ISBN 978-88-6130-656-1)
- Eric Liot « Ma vie chez les super héros » : avec un texte de Christian-Louis Eclimont, Paris, édition Art inprogress, 15 juillet 2007, 197 p. (ISBN 978-2-35108-032-0)
- FC Sofia « God Save The Earth » : avec un texte de Harry Kampianne, édition galerie Laurent Strouk, février 2007
- Ivan Messac « Adam & Ève » : avec un texte de Thierry Dufrène et Jean-Pierre Frimbois, édition galerie Laurent Strouk, septembre 2006
- Schlosser[4], édition Art Inprogress, mars 2006, 82 p. (ISBN 2-35108-019-X)
- Super Liot : texte de Erro, Edition Art Inprogress, 15 décembre 2005 (ISBN 978-2-35108-016-0)
- Ivan Messac « impression prime time » : texte de Jean-Luc Chalumeau, Paris/Paris, Edition Art Inprogress, septembre 2005, 32 p. (ISBN 2-35108-013-0)
- Monory « Couleur », Paris/Paris, édition Art Inprogress, avril 2005, 24 p. (ISBN 2-35108-005-X)
- Pavlos « Hommage au pop art » : texte de Pavlos, édition Art Inprogress, mai 2005 (ISBN 2-35108-007-6)
- Peter Klasen « Nowhere Anywhere » (Photographie 1970-2005) : texte de Daniel Sibony, éditions Cercle d'Art, 28 octobre 2005 (ISBN 978-2-7022-0795-6)
- Messac « De la peinture avant toute chose » : texte de Harry Bellet, Paris, Somogy éditions d'art, 27 octobre 2005, 223 p. (ISBN 2-85056-873-2)
- Peter Klasen « Private Dreams » : texte de Daniel Sibony, Somogy éditions d'ART, juin 2004
- Schlosser : texte de Laurent Strouk, édition galerie Laurent Strouk, juin 2003, 82 p. (ISBN 978-2-35108-019-1 et 2-35108-019-X)
- Combas : texte de Robert Combas et Ben Vautier, édition galerie Laurent Strouk, mars 2003
- Schlosser « Photomontages 1972–1999 » : texte de Gilles Plazy, édition galerie Laurent Strouk, octobre 1999
- Robert Combas « Sanguines » : texte de Robert Combas, édition galerie Laurent Strouk, 1996

## La galerie

### Expositions
- 2022
  - Vincent BEAURIN, Incarnat, 13/05 - 11/06
  - ERRÓ, 2018-2021, 11/03 - 23/04
- 2021
  - Valentin VAN DERMEULEN, Mirage, 19/11 - 30/11
  - Robert COMBAS, Labyrinthe de têtes, 10/09 - 23/10
  - Jean Pierre RAYNAUD, 01/02 - 20/02
- 2020
  - Anthony DONALDSON, 27/03 - 25/04
  - Robert COMBAS, Plein la tête, 17/09 - 17/10
- 2019
  - Antonio SEGUÌ, 05/04 - 11/05
  - BRUSK, In nomine artis, 13/09 - 12/10
  - Alain JACQUET, 18/10 - 16/11
- 2018
  - Robert COMBAS, Le théâtre de la mer, 19/10 - 22/12
  - VARIA, 16/03 - 14/04
- 2017
  - BRUSK, In memoriam, 08/06 - 15/07
  - Gérard SCHLOSSER, 27/04 - 27/05
  - Pat ANDREA, 24/02 - 23/03
- 2016
  - Paperworks, 13/10-12/11
  - Robert COMBAS - Les années 80 et 90, Grimaldi Forum, Monaco, 07/08 - 11/09
  - Masters Urban & Street Art, 01/06 - 15/07
  - Philippe HIQUILY, 11/03 - 09/04
- 2015
  - Michael SCOTT, 25/04 - 23/05
  - Antonio SEGUÌ, 25/09 - 31/10
  - Robert COMBAS, Un été à Sète et dans ma tête, 13/11 - 31/12
- 2014
  - Keith HARING, 23/10 - 27/12
  - BEN, Ben fait son casino, 11/04 - 10/05
  - Richard AUJARD, Bandes à part, 10/01 - 29/01
  - Peter KLASEN, Lost landscapes, 06/12/13 - 04/01/14
- 2013
  - Robert COMBAS, Pour la couleur c'est au 1er étage, 18/10 - 30/11
  - PAVLOS, Les Super, 06/06 - 03/07
  - Jean Pierre RAYNAUD, On n'a pas intérêt à échapper à ce que l'on est, 25/04 - 25/05
  - Gérard SCHLOSSER, 01/03 - 30/03
- 2012
  - Popening, inauguration de la nouvelle galerie Laurent Strouk au 2 avenue Matignon 75008 Paris,
  - Valerio ADAMI, les Années 1960, 03/05 - 02/06
  - Damien HIRST vs. Philippe PASQUA, Skulls, 06/12/12 - 23/01/13
- 2011
  - Jean-Pierre RAYNAUD, 13/10 - 12/11
  - « Picasso forever », exposition de groupe (hommage à Picasso), 20/05 - 30/06
  - Philippe PASQUA, « Skulls, Girls, Butterflies » Art Paris, Grand Palais 30/03 - 01/04
- 2010 
  - Philippe PASQUA, Palimpseste, 09/09 - 23/10
  - Exposition collective, « Heart », 28/05 - 19/07
- 2009
  - FC Sofia, Bling Bang, 05/11 - 31/12
  - Peter KLASEN, People in the city, 15/05 - 10/06
  - Bernard RANCILLAC, Orchidée,  25/02 - 28/03
  - Marc HISPARD et Ruben ALTIERO, 23/01- 21/02
- 2008
  - William KLEIN, Painted Contacts, 13/11 - 31/12
  - Gérard SCHLOSSER, 09/10 - 08/11
  - Ivan MESSAC, My Génération, 29/05 - 28/06
  - Keith HARING, peintures sculptures dessins, 13/03 - 10/05
- 2007
  - Robert INDIANA,  peinture sculpture, 01/04 - 01/05
  - FC Sofia, God save the earth, 15/02 - 10/03
- 2006
  - Ivan MESSAC, Adam & Eve, 14/09 - 12/10
  - Peter KLASEN, Small Paintings, 18/05 - 17/06
- 2005
  - Eric LIOT, Super Liot, 10/11 - 10/12
  - PAVLOS, Hommage au Pop Art,  26/05 - 09/07
  - Jacques MONORY, peintures « Couleur », 14/04 - 21/05
  - Maki KAWAKITA, photographie, 03/03 - 02/04
- 2004
  - Exposition collective Made in USA « Pop Art » Warhol Wesselmann Indiana Rauschenberg… 04/11 - 30/11
  - Peter KLASEN, Private dream, 03/06 - 03/07

### Artistes représentés
Laurent Strouk collabore avec de nombreux artistes de la scène Pop Art, du Nouveau Réalisme, de la Figuration Narrative, de la Figuration libre et de la Nouvelle Génération Pop, et représente leurs œuvres :
- Valerio Adami
- Pat Andrea
- Arman
- Eduardo Arroyo
- Jean-Michel Basquiat
- Ben
- Brusk
- César
- Robert Combas
- Jim Dine
- Erró
- Gérard Fromanger
- Keith Haring
- Philippe Hiquily
- Damien Hirst
- Robert Indiana
- Alain Jacquet
- Peter Klasen
- Roy Lichtenstein
- Ivan Messac
- Jacques Monory
- Julian Opie
- Philippe Pasqua
- Pavlos
- A.R. Penck
- Mel Ramos
- Bernard Rancillac
- Jean-Pierre Raynaud
- Mimmo Rotella
- Niki de Saint Phalle
- Kenny Scharf
- Gérard Schlosser
- Michael Scott
- Antonio Segui
- FC Sofia (Frédéric Sofiaet Catherine Sofia)
- Jacques Villeglé
- Andy Warhol
- Tom Wesselmann